# Saxton Ridge
Saxton Ridge är en bergstopp i Antarktis. Den ligger i Östantarktis. Australien gör anspråk på området. Toppen på Saxton Ridge är 1 331 meter över havet.
Terrängen runt Saxton Ridge är platt söderut, men norrut är den kuperad. Trakten är obefolkad. Det finns inga samhällen i närheten.